# 奧戈斯塔水庫
43°22′31″N 23°10′56″E / 43.37528°N 23.18222°E

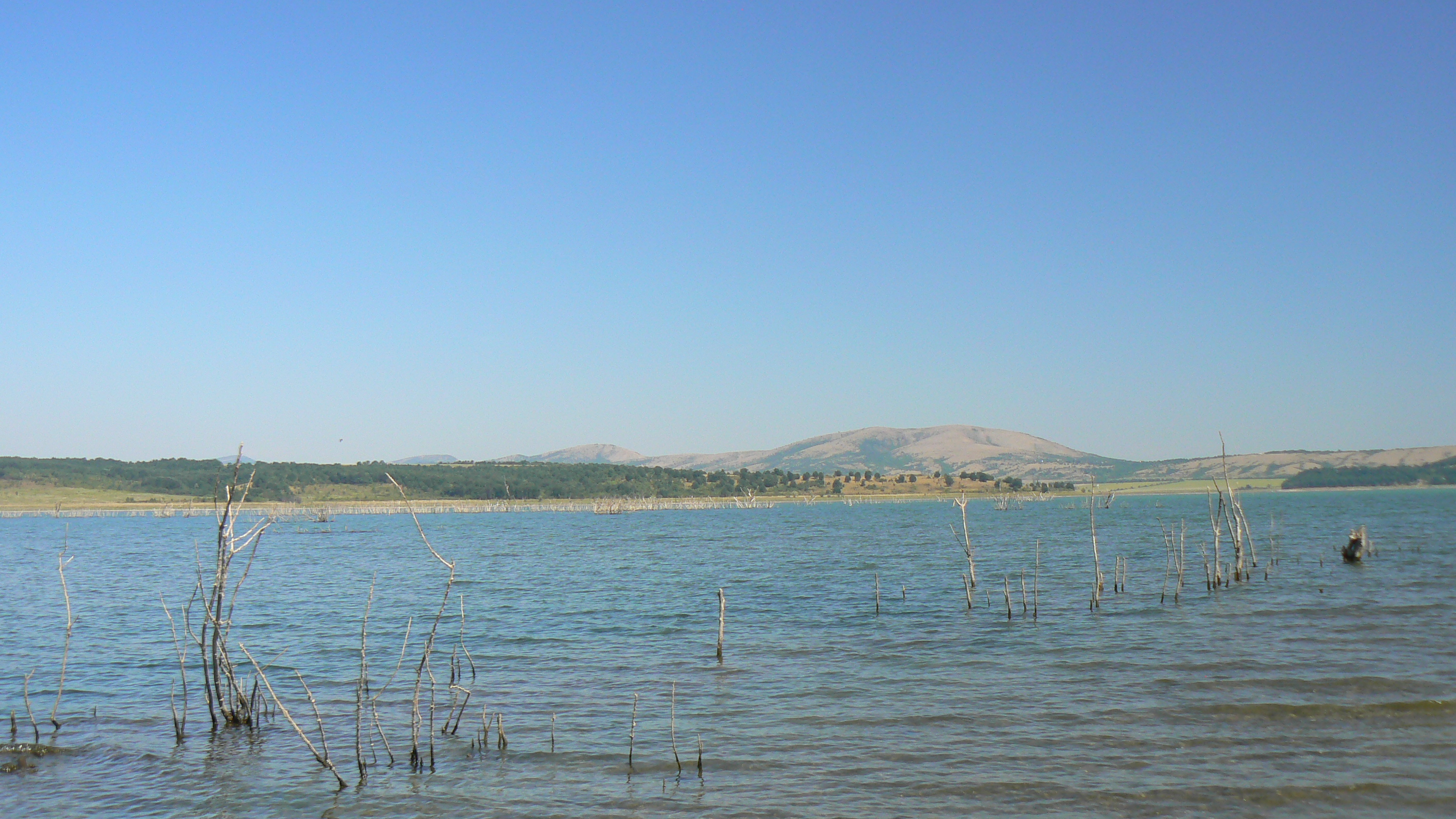

奧戈斯塔水庫是保加利亞的水庫，位於該國西北部，長6.3公里、寬2.6公里，面積23.6平方公里，集水區面積948平方公里，海拔高度186米，蓄水量3.8億立方米。